# Lorna Luft
Lorna Luft (ur. 21 listopada 1952) – amerykańska piosenkarka i aktorka telewizyjna, filmowa i teatralna. Córka Judy Garland i Sidneya Lufta, przyrodnia siostra Lizy Minnelli.

## Życiorys
Lorna Luft urodziła się 21 listopada 1952 roku w Santa Monica w Kalifornii. Jest jedyną córką Judy Garland i Sida Lufta. Zadebiutowała w wieku 11 lat w świątecznym odcinku programu telewizyjnego swojej matki, The Judy Garland Show, wraz z rodzeństwem: Lizą Minelli i Joeyem Luftem; zaśpiewała piosenkę „Santa Claus Is Coming to Town”.
Wkrótce dołączyła do letniej trasy koncertowej matki. 14-letnia wówczas Luft występowała na scenie wraz z matką i o dwa lata młodszym bratem. Punktem kulminacyjnym tej trasy był koncert w nowojorskim Palace Theatre, który został zarejestrowany i wydany przez ABC Records jako Judy Garland: At Home At The Palace.
Z małżeństwa z muzykiem i menadżerem Jakiem Hookerem ma dwójkę dzieci: Vanessę i Jessego Richardsa.
Luft mieszka ze swoim drugim mężem, muzykiem Colinem R. Freemanem.

## Telewizja
Luft grała rolę Siostry Libby Kegler podczas ostatniego sezonu serialu Trapper John, M.D. stacji CBS. Wystąpiła w dwóch odcinkach serialu animowanego Najszczęśliwsi geje pod słońcem.

## Teatr
W 1971 roku zadebiutowała na Broadwayu w Shubert Theatre, w musicalu Promises, Promises, opartym na filmie Billy'ego Wildera Garsoniera.
W 1981 roku występowała na trasie po Stanach Zjednoczonych musicalu They're Playing Our Song. W 1983 roku wystąpiła w roli Peppermint Patty na off-Broadwayowskiej produkcji Snoopy!!! The Musical. W tym samym roku wystąpiła w sztuce Skrajności obok Farrah Fawcett.
Od 1992 do 1994 roku odgrywała postać Adelaide w amerykańskiej i światowej trasie musicalu Faceci i laleczki. W 1996 roku wystąpiła w irlandzkiej produkcji Follies.
W 2002 roku wystąpiła w roli Mamy Rose w musicalu Gypsy.
Od listopada 2006 do stycznia 2007 roku występowała na brytyjskiej premierze White Christmas: The Musical Irvinga Berlinga, adaptacji teatralnej opartej na filmie.
W październiku 2007 roku w Wielkiej Brytanii wydała swój debiutancki album Lorna Luft: Songs My Mother Taught Me. Producentami płyty zostali Barry Manilow i jej mąż Colin R. Freeman. W 2005 roku występowała w Irlandii ze swoim show Songs My Mother Taught Me.
W czerwcu 2006 roku zaskoczyła publiczność w Carnegie Hall wykonując w duecie z Rufusem Wainwrightem piosenkę „After You've Gone” na zakończenie koncertu Wainwrighta, który był rekonstrukcją występu Judy Garland w Carnegie Hall z 1961 roku.
Następnie wystąpiła w scenicznej adaptacji Czarnoksiężnika z Oz, filmu, w którym wystąpiła jej matka. Wystąpiła w postaci Złej Czarownicy z Zachodu, którą w obrazie z 1939 roku zagrała Margaret Hamilton.
W kwietniu 2009 roku skończyła występy w brytyjskiej trasie sztuki Hugh Whitemore'a Pack of Lies, w której zagrała rolę Helen Kroger.
1 czerwca 2009 roku wystąpiła z Johnem Barrowmanem, Frances Ruffelle i Linzi Hateley na koncercie „Lorna Luft and Friends – A Tribute to Judy Garland”.

## Filmy
Lorna Luft wystąpiła w roli Paulette Rebchuck w filmie Grease 2. Pojawiła się także m.in. w: Gdzie są ci chłopcy, Klub 54 i Mój przyjaciel olbrzym.

## Autobiografia
Napisała autobiografię Me and My Shadows: A Family Memoir z 1998 roku. Wyjawiła w niej m.in., że miała romans z Barrym Manilowem. W 2001 roku książkę zaadaptowano na wielokrotnie nagradzany miniserial telewizyjny Historia Judy Garland. Zagrali w nim m.in.: Judy Davis (dorosła Judy Garland), Tammy Blanchard (nastoletnia Garland), Hugh Laurie (Vincente Minnelli), Victor Garber (Sid Luft) i Marsha Mason (Ethel Gumm). Luft była również jednym z producentów miniserialu.

## Działalność charytatywna
Oprócz pracy artystycznej, Luft uczestniczy w działaniu różnych organizacji charytatywnych zajmujących się dziećmi i chorymi na AIDS, w tym: coroczny AIDS Walk w Los Angeles oraz The Children's Wish Foundation International. Jest zwolenniczką leczenia odwykowego i przemawiała dla The Council on Alcohol & Drugs.

## Nagrania

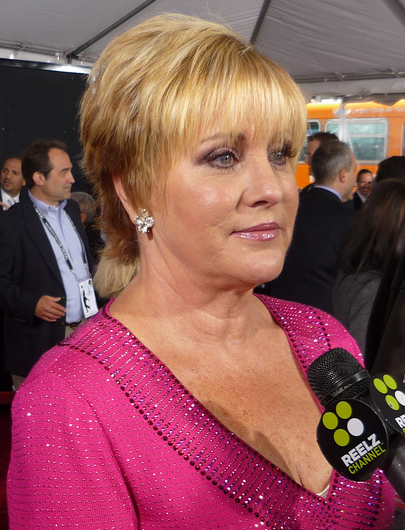
Luft w maju 2010

### Single
- „Our Day Will Come” (Epic Records)
- „Long Time”
- „Born Again”
- „Where the Boys Are” (CBS Records)
- „The Whole World's Goin' Crazee” (CBS Records)

### Albumy
- Songs My Mother Taught Me (październik 2007, Wielka Brytania)

### DVD
- Lorna Live in Oz (2009, Australia)

### Ścieżki dźwiękowe i składanki
- Grease 2 (ścieżka dźwiękowa)
- George and Ira Gershwin's Girl Crazy: Complete Original Soundtrack
- Stairway to the Stars (album koncertowy)
- Cole Porter Centennial Gala (album koncertowy)
- The Christmas Album... A Gift of Hope

### Inne nagrania
- Wydała stworzony komputerowo singiel „Have Yourself a Merry Little Christmas”, w którym śpiewa wraz z matką.
- Śpiewała chórki w albumie zespołu Blondie Eat to the Beat.
- Wykonała utwór „After You've Gone” wraz z Rufusem Wainwrightem dla Rufus Does Judy at Carnegie Hall w czerwcu 2006.

### Występy sceniczne
- Judy Garland: At Home at the Palace (31 lipca – 26 sierpnia 1967) (Palace Theater)
- The Boy Friend (5 lipca – 14 sierpnia 1970) (Banff Centre)
- Promises, Promises (członek obsady od października 1971 – stycznia 1972) (zmienniczka Jill O'Hara)
- Grease (8-13 lipca 1980) (Dayton)
- Carnival! (listopad 1980) (Club Benet, New Jersey)
- They're Playing Our Song (luty – kwiecień 1981) (amerykańska trasa)
- Snoopy!!! The Musical (21 lutego – 1 maja 1983) (Lamb's Theatre)
- Skrajności (członek obsady od lipca do września 1983) (West Side Arts Center/Cheryl Crawford Theater)
- Sklepik z horrorami (kwiecień 1986) (Santa Barbara)
- Mame (5 grudnia 1986 – 9 stycznia 1987) (Jupiter, Floryda)
- Niezatapialna Molly Brown (16 czerwca – 12 lipca 1987) (Jupiter, Floryda)
- A Bawdy Evening (sierpień 1987) (Village Cabaret Theater, Kalifornia)
- Zwariowana dziewczyna (17-27 maja 1988) (Birmingham, Michigan)
- Jerry Herman's Broadway Years (18 marca – 7 maja 1990) (amerykańska trasa)
- Hollywood & Broadway (27 lutego – 24 maja 1992) (brytyjska i europejska trasa)
- Faceci i laleczki (wrzesień 1992 – kwiecień 1994) (amerykańska i światowa trasa)
- Magical World of Musicals (12 kwietnia – 9 lipca 1995) (brytyjska i europejska trasa)
- Follies (26 maja 1996) (Dublin)
- Songs My Mother Taught Me (1999 – nadal) (one-woman show)
- Caged (19 lutego 2001) (New York City Hall)
- Gypsy (21-24 listopada 2002) (Richmond, Wirginia)
- White Christmas (19 listopada 2006 – 12 stycznia 2008) (brytyjska trasa)
- Babes in Arms (25 maja – 7 lipca 2007) (Chichester Festival Theatre)
- Czarnoksiężnik z Oz (29 listopada 2008 – 4 stycznia 2009) (The Lowry)
- Pack of Lies (luty – kwiecień 2009) (brytyjska trasa)
- White Christmas (2011) (Paper Mill Playhouse)